# 75 mm armata 75/27 Modello 11
Cannone da 75/27 modello 11 – włoska armata polowa produkowana na licencji francuskiej.
Armata modello 11 została skonstruowana pod kierownictwem Alberta Deporta. Była jednym z pierwszych dział wyposażonych w łoże dwuogonowe pozwalające zwiększyć kąt ostrzału w poziomie. Posiadała także nietypowy oporopowrotnik, który stale znajdował się w pozycji horyzontalnej i nie poruszał się w pionie wraz z lufą.
Armaty modello 11 były używane przez armię włoską zarówno podczas I, jak i II wojny światowej. W latach 40. XX wieku cześć dział przystosowano do trakcji mechanicznej poprzez wyposażenie w koła z oponami pneumatycznymi. Większość dział była przydzielona jednostkom kawalerii, nieliczne znajdowały się w bateriach artylerii polowej. 
Niewielka ilość dział modello 11 znalazła się na uzbrojeniu Wehrmachtu który nadał im oznaczenie 7,5 cm FK 244(i).